# 九龍城侯王廟
22°19′58″N 114°11′15″E / 22.33268°N 114.18747°E

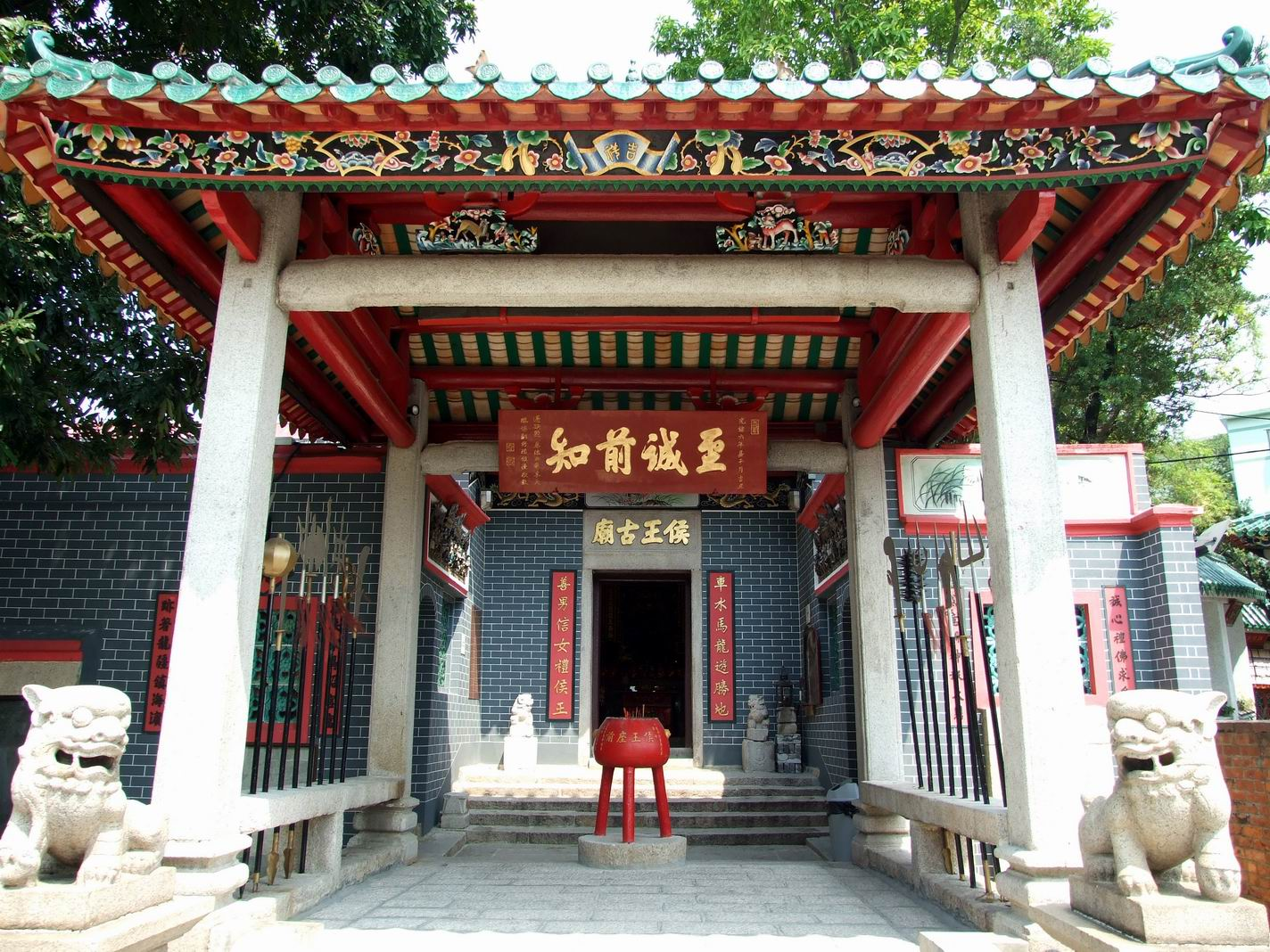
九龍城侯王廟

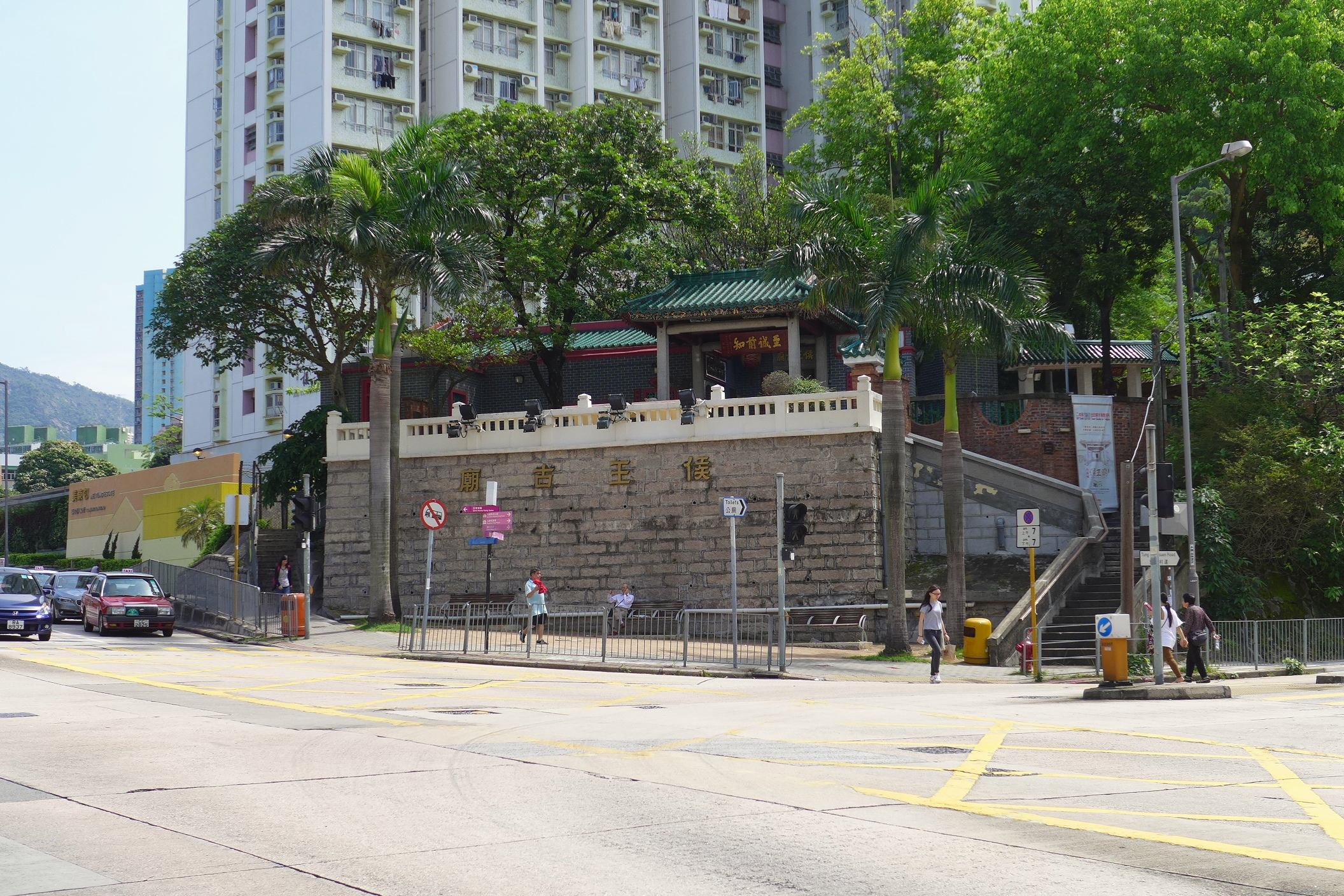
九龍城侯王廟外貌

九龍城侯王廟是香港九龍的侯王廟，位於黃大仙區近九龍城的聯合道與東頭村道交界，昔日白鶴山南麓。自1928年開始由華人廟宇委員會管理，於2014年獲香港古物古蹟辦事處評定爲香港法定古蹟。

## 建廟緣起
有關該廟的緣起，說法不一。晚清學者陳伯陶指該廟供奉的侯王爲南宋功臣楊亮節，並於1917年寫成一篇《侯王廟聖史碑記》，碑文載道：「考楊侯古廟所崇祀者乃宋末忠臣楊亮節，宋帝為元兵追逐至於海隅九龍駐蹕，後移師大嶼山駐節大澳，亮節侯護駕并禦元軍，旋楊侯嬰疾，然軍為旁午，仍運籌帷幄，求卻強敵，帶病奉公，不幸藥石無靈，薨逝九龍，葬於城西，歿後追封為王，其公忠體國名垂青史，士人為崇功報德，遂建廟奉祀，藉期庇蔭每於農曆六月六日侯王寶誕」。另一說法認爲侯王是一位曾爲宋帝昺治癒失眠症的楊姓村民。還有人認爲侯王是曾協助宋兵抗元的楊姓人家祖先。
雖然歷史上對侯王的出處未有定案，但一般認同第一種說法，即侯王爲楊亮節，是南宋的國舅，生前封「侯」，死後封「王」，所以叫「侯王」。據稱，南宗末代皇帝（宋帝昺）曾在楊亮節的襄助下南逃至九龍，楊護駕有功，世人敬其忠義，故建廟以紀念。
但是一般認為楊侯王並非楊亮節，而是土地之神，因為很多地方都有侯王廟，也不能說都是為了紀念楊亮節吧！例如米埔凹頭有侯王廟、大澳寶珠潭有侯王廟、東涌古城有侯王廟、石壁有侯王廟。

## 歷史
九龍城侯王廟早於南宋末年至元朝初年已存在，為一座茅屋，以紀念南宋忠臣楊亮節。現存的侯王廟則建於清朝雍正八年（1730年），並曾於乾隆二十四年（1759年）、道光二年（1822年）及光緒五年（1879年）進行修繕。
2005年，九龍城侯王廟動用400萬港元進行大規模翻新，加建了詩詞坊、許願閣等新景點，並於2006年重新開放。

## 古蹟特色
侯王廟是三幢式建築設計，由正門進入是正殿，中央供奉侯王像；左面分別是羅漢堂、佛光堂及龍華堂。羅漢堂及佛光堂前有一個小庭院，庭院牆頭的石灣人物雕塑精美，色彩鮮明，與正殿前古色古香的亭子相連。善信要先經過亭子，才能入廟敬神。

## 歷史文物

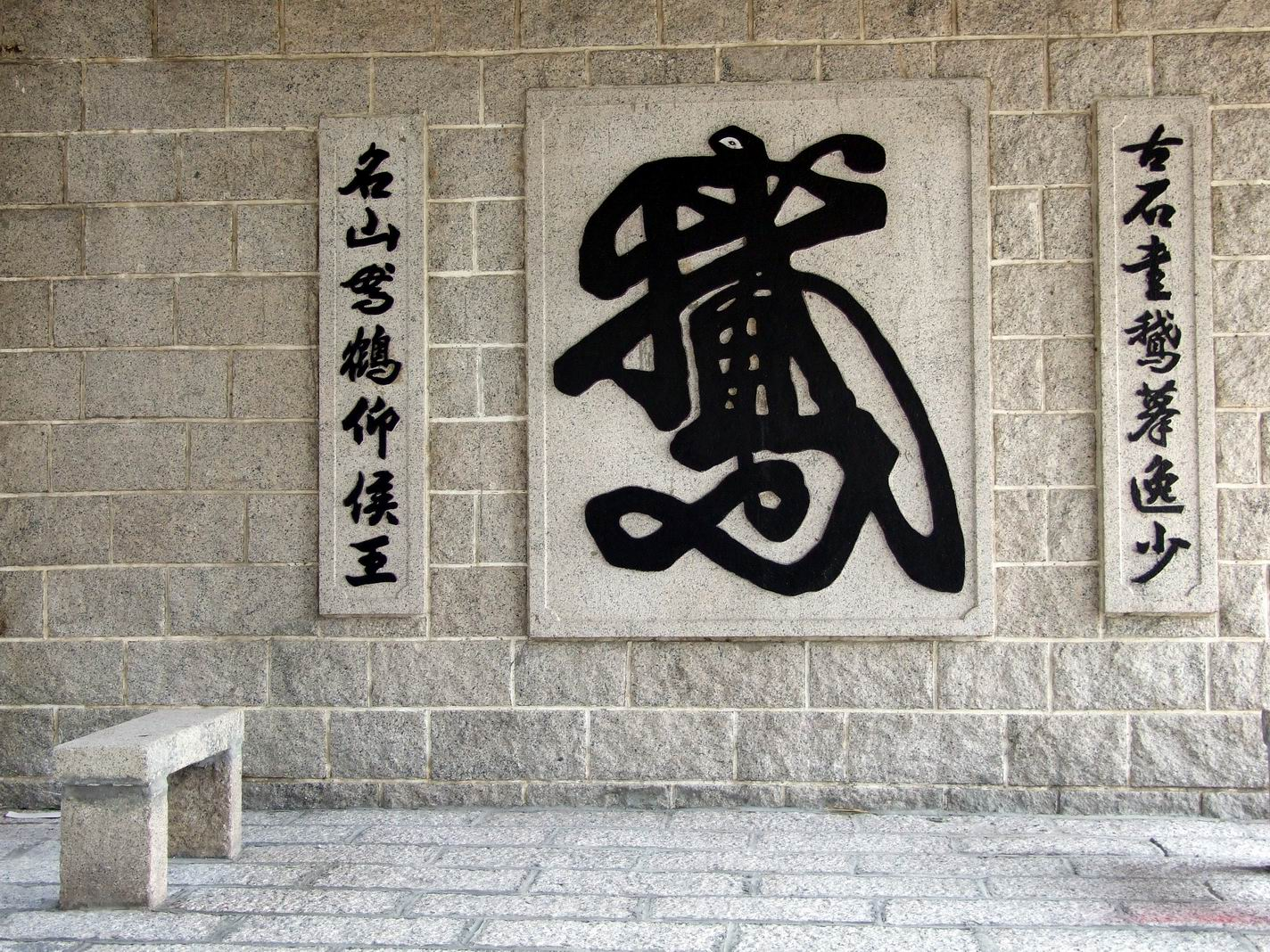
「一筆鵝」摹刻

廟內保存了不少具有文化藝術價值的文物，包括多組置身於牆身的石灣浮雕、刻有「侯王座前」四字的鐵香爐是道光二十七年（1847年）九龍司官員許文深所立、一筆寫成的“鵝”及“鶴”字石刻、多面匾額包括「至誠前知」木匾為同治光緒年間駐守九龍寨城廣東大鵬協副將賴鎮邊（即賴恩爵）所送、「折洋鋤盜」為光緒十四年（1888年）大鵬協副將何長清等所送。道光二年（1822年）所立的《重修楊侯王宮碑記》，是九龍黃大仙區最古老的碑刻。
侯王廟所在地各為白鶴山，有「鶴嶺」之稱，有人將「鵝」「鶴」二字刻在廟後山巨石上，號稱別亭，即俗稱「一筆鵝」及「一筆鶴」。「鵝」字一筆寫成，是張壽仁，即張玉堂所書，對聯「古石書鵝摹逸少 名山駕鶴仰侯王」，題光緒十三年（1887年）羅浮山黃龍觀道人何罡祥、何罡乾勒石、東官黎慶書，可惜於日治時期被毀；而「鶴」字石刻於光緒十四年鳳山書。現時廟的右邊設有中式園林及方亭，方亭內的「一筆鵝」是1970年摹刻，廟後還有「一筆鶴」石刻。

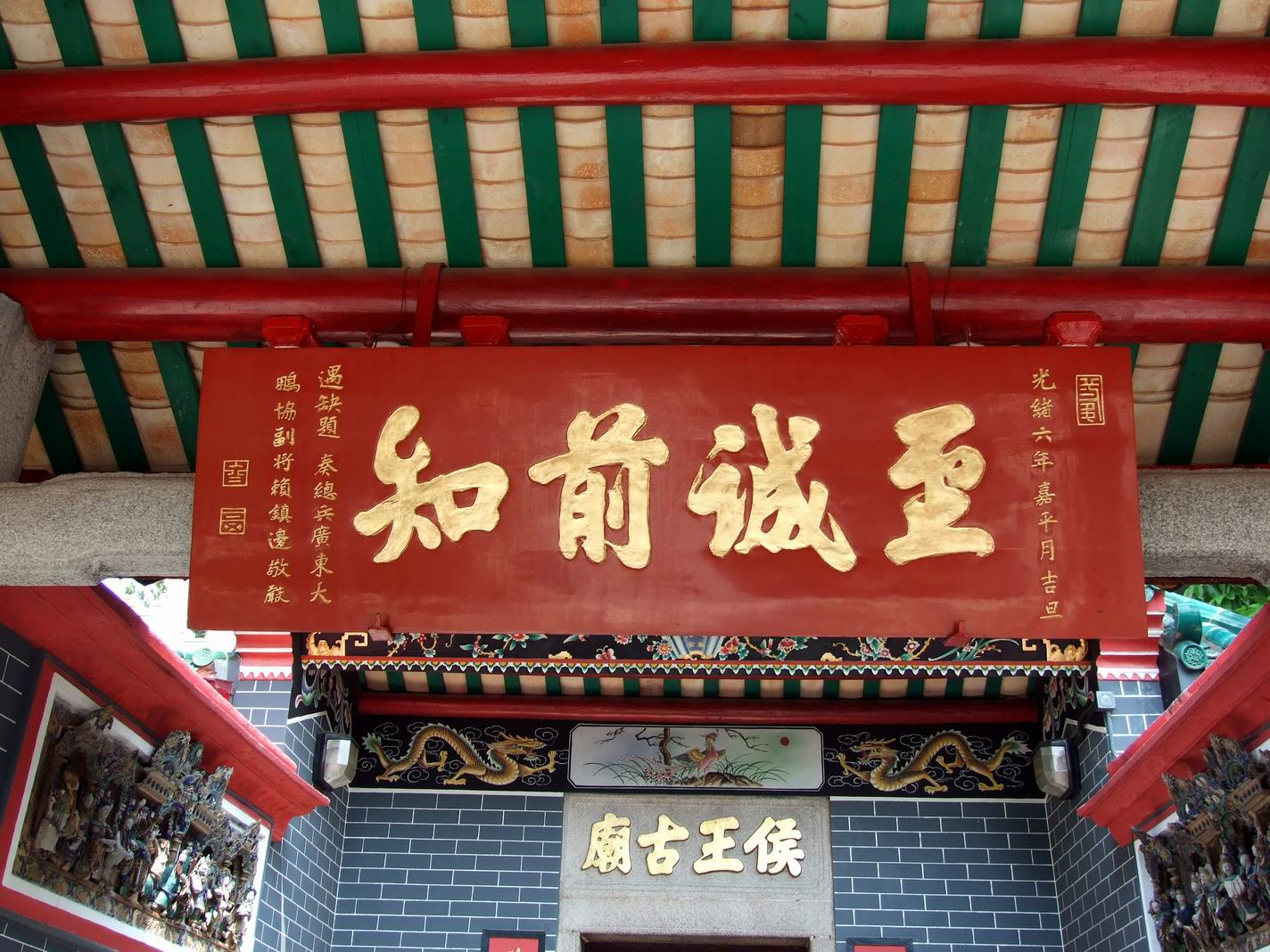
「至誠前知」木匾額
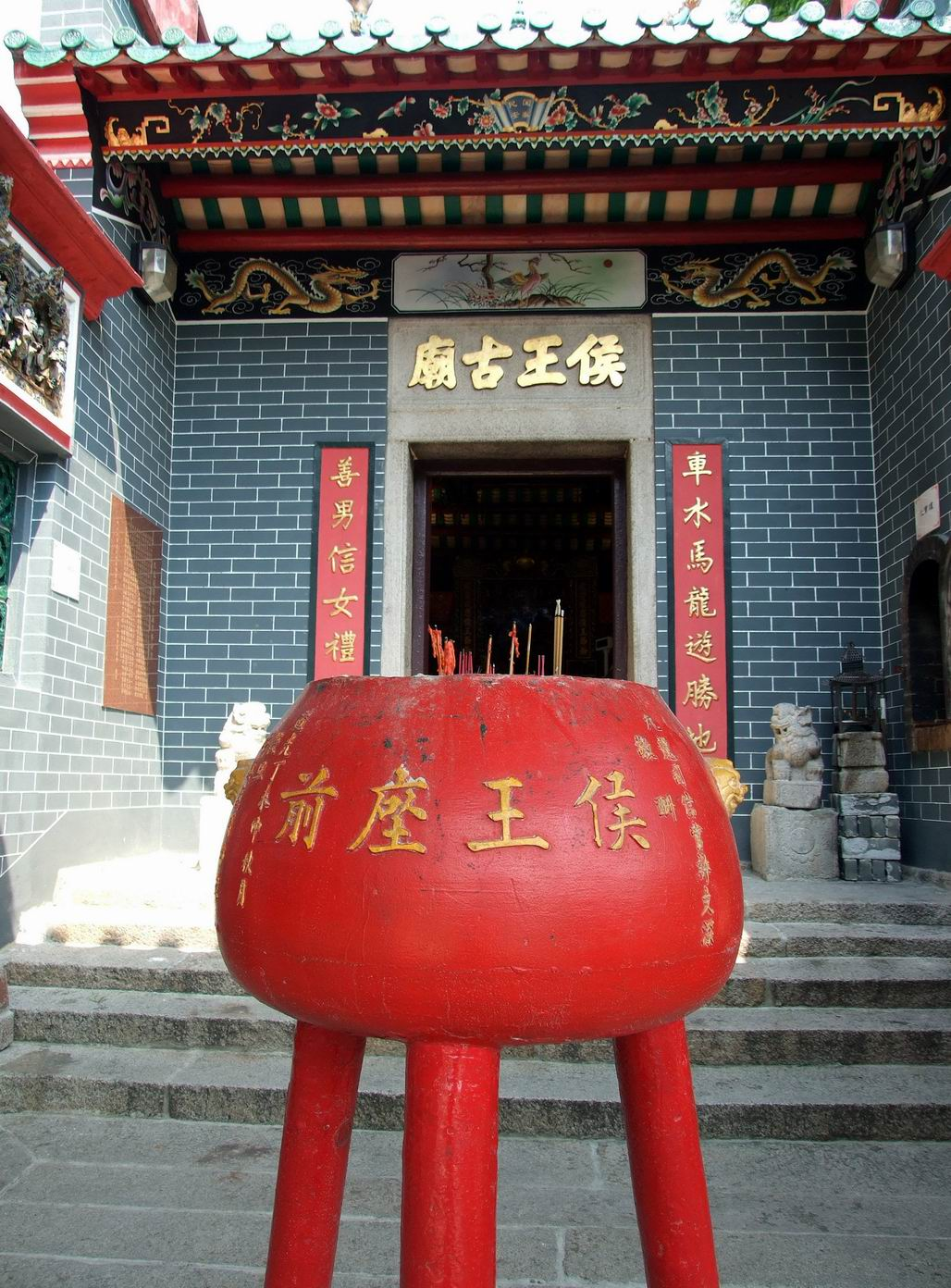
「侯王座前」鐵香爐
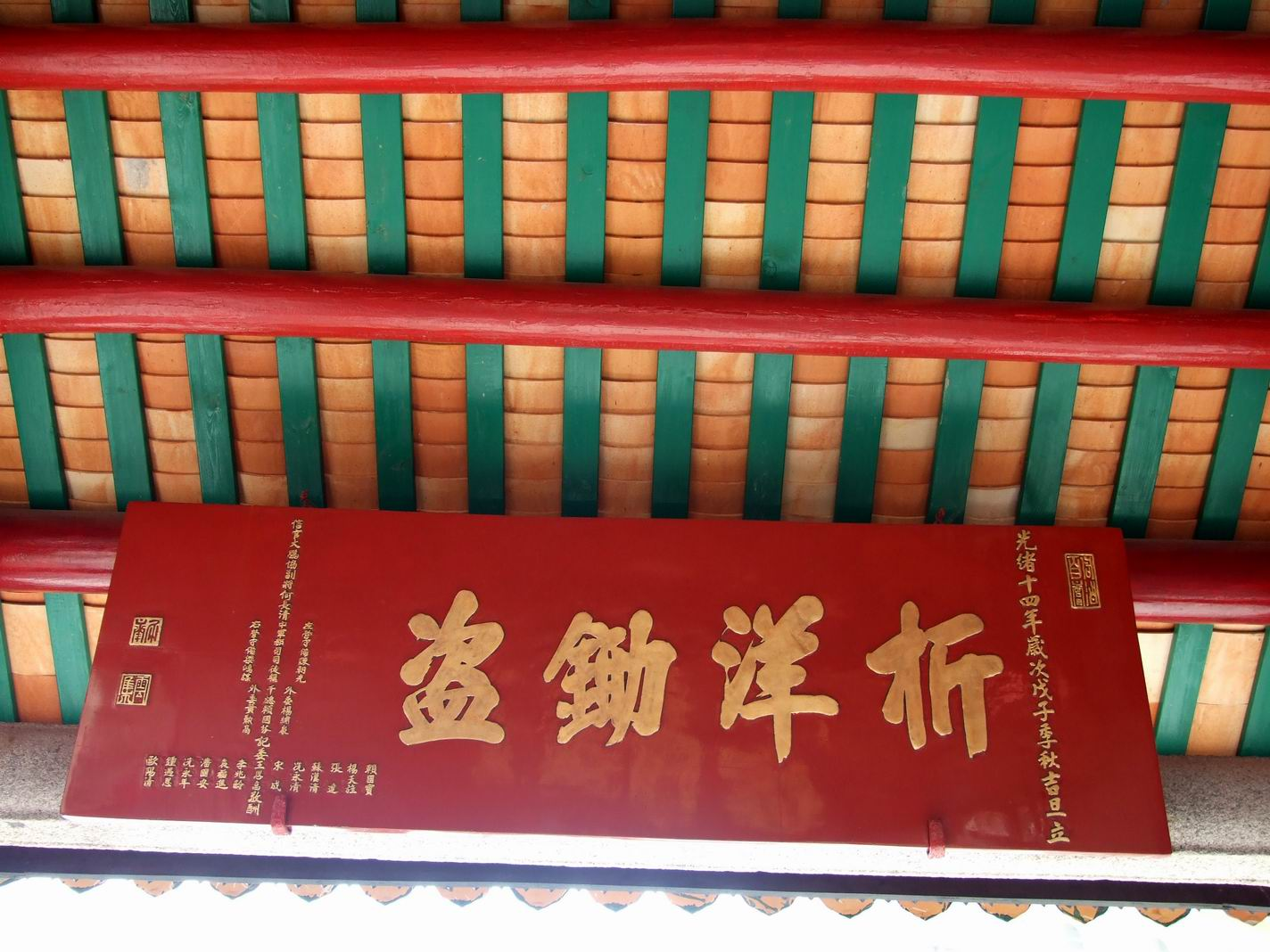
「折洋鋤盜」木匾額

## 外部連結
- 記錄影片 （页面存档备份，存于）
- 福山堂：九龍城侯王廟 （页面存档备份，存于）
- 黃大仙文物徑簡介
- 何志平：如何欣賞香港的侯王廟 （页面存档备份，存于）